# Jacobus Kloppenburg
Jacobus Kloppenburg (* 16. März 1930 in Amsterdam) ist ein niederländischer Künstler, der unter anderem durch den Konflikt um sein Lebenswerk, das große „Artchive for the Future“ bekannt wurde. Das Artchive bestand (nach der Räumung der Etage, in der Kloppenburg wohnte) aus 13 Containern „voller Abfall: Elektrokabel, zerbrochene Möbel, Fahrradteile, Lampen, Spiegel, Schuhsohlen, Essensreste, sogar ein getrockneter Katzenkadaver, aber auch Zeichnungen, Fotos und Skulpturen.“ Das „Artchive“ sollte ein Abbild unsere Kultur sein, das aus weggeworfenen Gebrauchsgegenständen geformt ist.

## Lebenslauf
Kloppenburg wurde als Sohn des Schildermalers Jacobus Kloppenburg und seiner Mutter Agathe Kiljan geboren. Kloppenburg wuchs im Amsterdamer Stadtteil Jordaan auf, einem Arbeiterbezirk mit kleinen Geschäften und Gewerbetreibenden und einem Anteil an Bohème. Er besuchte in den Jahren von 1936 bis 1947 die Grund- und Oberschule, schloss die Oberschule jedoch nicht ab. Er arbeitete als Aushilfe im Laden seiner Mutter. Sein Vater schickte ihn im Alter von 13 Jahren in einen Kalligrafie-Kurs, auch im Hinblick auf sein eigenes Geschäft. Kloppenburg interessierte sich jedoch mehr für Kunst – eine Neigung, die sein Vater ablehnte. Im Jahr 1943 verließ sein Vater die Familie für eine andere Frau. 1948, nach dem Schulabbruch, arbeitete Kloppenburg im Geschäft seines Vaters. 1950 lernte er durch die Vermittlung seine Schwagers die Schriften Rudolf Steiners kennen. Ab diesem Jahr beschäftigte sich Kloppenburg mit Fotografie und begann ohne künstlerische Ausbildung Möbel, ein Hausboot und abstrakte Stoffmuster zu entwerfen.
1963 mietete Kloppenburg die oberen Etagen des Nachbarhauses Lauriergracht 109 und begann seine Sammlung, die später als „Artchive for the Future“ bekannt wurde. Er sammelte weggeworfene Alltagsgegenstände und Müll und stellte die Objekte zu ständig wachsenden Skulpturen zusammen.
1970 heiratete er Eva Arnscheidt, die Tochter von Kurt Arnscheidt (1906–2001), eines Kunstprofessors der Düsseldorfer Akademie, und lebte mit ihr in Düsseldorf.
1972 erwarb die niederländische Künstlerförderung Beeldende Kunstenaars Regeling (BKR) eine Skulptur Kloppenburgs. Von 1976 bis 1985 fertigte er hunderte von Pastellzeichnungen an, mit denen er an Gruppenausstellungen teilnahm. 1985 willigte er erstmals in eine Einzelausstellung im Museum Fodor Amsterdam ein.
Kloppenburg gehörte in den 1970er Jahren in Düsseldorf zum Kreis um Joseph Beuys und zur Free International University (FIU), deren Gründung von Beuys inspiriert wurde.
1984 mietete Kloppenburg das Nachbarhaus Lauriergracht 111. In diesem Gebäude brachte er seine immer weiter wachsenden Sammlung unter, die 1987 erstmals öffentlich als „Artchive for the future“ bezeichnet wurde. In 1980er Jahren nahm er auch an Ausstellungen im Ausland teil und reiste mit Waldo Bien nach Afrika, Südamerika und in die USA.
In den 1990er Jahren wurden in Jordaan umfangreiche Sanierungsarbeiten begonnen und viele der alten Häuser zu Luxuswohnungen umgebaut. Die Mietverträge für die beiden von Kloppenburg gemieteten Häuser wurden gekündigt und trotz Interventionen von Künstlern und bekannten Persönlichkeiten wurde die Sammlung am 14. Oktober 1997 unsachgemäß in 13 Container geräumt. Das Museum Schloss Moyland, das 60 Zeichnungen Kloppenburgs in seiner Sammlung hat, erklärte sich zunächst bereit, das „Artchive“ aufzunehmen und auszustellen. Da jedoch weder Kloppenburg noch das Museum die Räumungs- und Mietkosten für die Container übernehmen konnten, blieben diese auf dem Gelände der Stadt Amsterdam stehen und wurden zum Teil aufgebrochen und geplündert, bis die 52.400 kg Material der Sammlung 2008 als Müll entsorgt wurden.
Ein kleiner Teil der Sammlung wurde gerettet und wird von der Stiftung Verbeke im belgischen Kemzeke (einem Ortsteil von Stekene) nahe der niederländischen Grenze ausgestellt.
Die Zerstörung des Gesamtkunstwerkes traf Kloppenburg schwer. Dennoch beteiligte er sich weiterhin an Ausstellungen und Projekten. So wurde er Mitbegründer der Kunstsammlung der FIU (FIUWAC). Unter dem Namen Trashetical Litterartur fertigte er Konzeptkunst und nahm an der wandernden und wachsenden Ausstellung Bison Caravan teil, einem Projekt gegen Zerstörung von Natur und Kultur. 
Ende 2005 erschien nach seinem 75. Geburtstag das Buch Jacobus Kloppenburg von Patrick Healy und Waldo Bien.

## Ausstellungen der Werke von Kloppenburg
- Kunstzentrum Arti et Amicitiae, Amsterdam, Anfang 2006 online
- Stiftung Verbeke, Kemzeke, seit 2008[4]
- Einzelausstellung Museum Fodor, Amsterdam 1985